# 南竹子腳
南竹子腳，原稱竹仔腳，是臺灣臺南市鹽水區的一個傳統地域名稱，位於該區東南部凸出部分的東北側。相較於今日行政區，其範圍大致為竹林里東北部。
本地區境內主要聚落為竹仔腳，設有派出所及國民小學。

## 歷史
台灣日治初期，南竹子腳地區為一街庄（舊制街庄），稱為「竹仔腳庄」，隸屬於鐵線橋堡。該庄昔日北與番仔厝庄為鄰，東與姑爺庄、秀才庄為鄰，南邊為坔頭港庄，西邊為天保厝庄。
1901年（日治明治三十四年）11月11日，全台廢縣廳改設二十廳，該庄隸屬於鹽水港廳。1904年（明治三十七年）4月1日，該庄編入「舊營區」，隸屬於鹽水港廳。1906年（明治三十九年）4月1日，鹽水港廳內管轄區域調整，該庄仍隸屬於「舊營區」。1909年（明治四十二年）10月25日，全台合併二十廳為十二廳，舊營區改隸屬於嘉義廳。1920年（大正九年）10月1日，全台地方制度大改正，廢十二廳改設五州二廳，該庄改制並改名為「南竹子腳」大字，隸屬於臺南州新營郡鹽水街（新制街庄）。
戰後鹽水街改制為鹽水鎮，隸屬於臺南縣，大字亦改制為里。1950年10月25日，雲、嘉、南分治，鹽水鎮仍隸屬於臺南縣。2010年12月25日，臺南縣、市合併為直轄臺南市，鹽水鎮改制為鹽水區。

## 聚落
本地區發展較早的聚落有竹仔腳、五甲尾（已消失），在日治期初期的官方地圖上已有記載。

## 交通
區道南67線是歡雅至下營的道路，經過本地區主聚落，其中派出所以北一小段路與區道南72線共線。
區道南70線是宅港至八老爺的道路，經過本地區主聚落南側。
區道南72線是田寮至新營的道路，經過本地區主聚落北側，其中派出所以北一小段路與區道南67線共線。

## 公務機關
- 臺南市政府警察局新營分局竹埔派出所

## 學校
- 竹埔國小